# Маргарита
Маргари́та — женское личное имя греческого происхождения; восходит к др.-греч. μαργαρίτης («маргаритес») — жемчужина, жемчуг. В древнегреческой мифологии «Маргаритос» — одна из эпиклес богини Афродиты, которая считалась покровительницей мореплавателей; в античную эпоху её святилища были на многих островах Средиземного моря, куда моряки приносили в качестве жертвы жемчужины и перламутровые раковины. Имя Маргарита является «близнецом» других имён, произошедших от эпиклес Афродиты — Пелагея и Марина.

## История имени
В христианском именослове имя Маргарита соотносится с легендарной раннехристианской святой Маргаритой Антиохийской, казнённой, согласно преданию, в 304 году; историческая достоверность существования святой под сомнением. В православии святая Маргарита известна как святая Марина. В этом отношении показательно, что имя латинского происхождения Марина восходит к одному из эпитетов древнеримской богини Венеры, отождествлявшейся с Афродитой.
В русской именной традиции имя до Октябрьской революции не могло быть дано при крещении, так как отсутствовало в святцах; однако оно изредка использовалось в монашеской среде, а со второй половины XIX века стало встречаться в качестве второго, светского имени у женщин, получивших в крещении имя Марина. После отмены церковных ограничений имя стало использоваться свободно, и к 1960-м годам вошло в число распространённых имён, но высокочастотным не стало. Так, в 1961 году в Курске, Калуге и Тамбове частотность имени Маргарита составляла соответственно 13, 25 и 8 на 1000 новорождённых девочек. В Ленинграде в 1980-е годы этот показатель составлял 7 на 1000.
Краткие формы имени: Марго, Мара, Рита (последнее используется также как самостоятельное имя).
В русском языке существует апеллятив, образованный от имени — название растения маргаритка.

## Именины
- Православные именины[7]: 30 июля
- Католические именины: 22 февраля, 7 марта, 26 марта, 25 апреля, 20 июля, 27 августа, 30 августа, 1 сентября, 16 и 17 октября, 16 ноября, 18 января

## Канонизированные Маргариты
- Святая Маргарита Антиохийская — мученица III в., наиболее известная из них.
- Святая Маргарита Мария Алакок (1647—1690) — французская монахиня и мистик.
- Святая Маргарита Кортонская (1247—1297) — францисканская монахиня.
- Святая Маргарита Английская (?—1192) — святая, родственница Фомы Кентерберийского.
- Святая Маргарита Шотландская (1045—1093) — королева, супруга Малькольма III.
- Святая Маргарита Венгерская (1242—1270) — дочь короля Белы IV.

### Православные святые
- Святая Марина (Маргарита Антиохийская). Мариной крестили всех православных Маргарит до Собора 2000 года, когда Русской православной церковью были прославлены в числе новомучеников две преподобномученицы Маргариты[8].
- Маргарита (Гунаропуло), преподобномученица, игуменья, память в Соборе новомучеников Российских
- Маргарита (Закачурина), преподобномученица, инокиня, память 2 (15) декабря и в Соборе новомучеников Российских